# Fujiwara no Michitaka
Fujiwara no Michitaka (藤原 道隆; 953 – 16 maggio 995) è stato un politico giapponese durante il periodo Heian del Giappone.
Fu il primo figlio del reggente Fujiwara no Kaneie. Membro del clan Fujiwara, era un nobile di corte (kugyō) e uno dei reggenti dei Fujiwara. Servì come reggente (Sesshō) per l'imperatore Ichijō, e più tardi ricoprì la carica di kanpaku.
Ichijō sposò la figlia di Michitaka, Teishi (Sadako), cementando così gli stretti legami tra la famiglia imperiale e i Fujiwara.
Michitaka è talvolta indicato come Nijō Kampaku (二条関白?) o Naka-no-Kampaku (中関白?).
Tra i suoi fratelli c'erano due reggenti (Michinaga e Michikane), Michikane succedette immediatamente nella carica alla sua morte.

## Genealogia
La sua moglie principale fu Takashina no Takako (高階貴子?) (morta nel 996) che gli diede 7 figli:
- Fujiwara no Korechika (藤原伊周?) (974–1010)
- Teishi (藤原定子?) (977-1000), imperatrice dell'imperatore Ichijō
- Fujiwara no Takaie (藤原隆家?) (979-1044)
- Ryūen (隆円?) (980-1015), Komatsu Sōzu, sacerdote
- Fujiwara no Genshi (Motoko) (藤原原子?) (982-1002), consorte dell'imperatore Sanjō
- Fujiwara no Yoriko? (藤原頼子?), sposata con il principe Atsumichi (figlio dell'imperatore Reizei)
- nome sconosciuto (Mikushige-dono-no-bettō?, 御匣殿別当) (983-1002), concubina dell'imperatore Ichijō

Da una figlia di Fujiwara no Morihito (藤原守仁の娘?), Michitaka ebbe un figlio di nome Fujiwara no Michiyori (藤原道頼?), il maggiore dei suoi figli (971-995); da Tachibana no Kiyoko (橘清子?), ha avuto un figlio, Fujiwara no Yoshichika (藤原好親?).